# Linea Foch

Varie proposte per il confine polacco-lituano dopo la Grande Guerra. La linea Foch è quella in verde scuro, la demarcazione moderna è in rosa

La linea Foch era una linea di demarcazione temporanea tra Seconda Repubblica di Polonia e Lituania proposta dalla Triplice intesa all'indomani della prima guerra mondiale.

## Storia
La linea fu proposta dal maresciallo di Francia Ferdinand Foch e fu accettata dalla Conferenza degli Ambasciatori nel 1919. Per via di eventi storici successivi che incrinarono i rapporti tra i due Paesi (ammutinamento di Żeligowski, costituzione della Lituania Centrale, guerra polacco-sovietica), la volontà polacca e lituana di conquistare a proprio favore una porzione quanto più possibile maggiore di quella disegnata da Foch prevalse e ne nacque un conflitto. La linea non risultò gradita alla Lituana soprattutto perché Vilnius (Wilno) rimaneva in mano ai biancorossi. Dopo la seconda guerra mondiale solo la sua parte più occidentale, vicino alla città di Suwałki, rimane fedele al progetto originale della linea.